# 阿波罗多鲁斯 (亚历山大城)
阿波罗多鲁斯（亚历山大城），约活动于公元前3世纪早期，医生，科学家。他曾撰写过《论有毒物种》及一部关于药理学的著作。